# Космоноси
Космоноси (чеш. Kosmonosy) — город в районе Млада-Болеслав Среднечешского края Чехии. Космоноси расположен на берегу реки Йизера, в 50 километрах к северо-востоку от Праги, недалеко от города Млада-Болеслав.

## История
Согласно археологическим раскопкам, поселение вокруг Космоноси возникло около 7000 лет назад, однако первое письменное упоминание относится к 1186 году (Космоноси было упомянуто в дарственной Ордену Святого Иоанна Иерусалимского).
Космоноси неоднократно менял владельцев. Так в 1650 году панами Космоноси становится род Чернинов из Худенице, что благоприятно отразилось на развитии города. Во второй половине XVI века графом Гумпрехтом Яном Черниным из Худениц было начато строительство ренессансного дворца Лорета. В то же время Гумпрехт начинает в Праге строительство Чернинского дворца, с тем условием, чтобы в ясную погоду из окон была видна башня Лореты в Космоноси.
Гержман Якуб Чернин основал в Космоноси монастырь пиаристов с гимназией, которая стала главным образовательным центром в Млада-Болеславском районе. После реформы Иосифа II монастырь и школа переехали в город Млада-Болеслав.
В 1738 году Чернины продали Космоноси Грзановам из Гарасова (чеш. Hrzánové z Harasova), которые владели им 20 лет. Следующим владельцем становится граф Йозеф де Больцо, который в 1764 году построил на берегу Йизеры текстильную мануфактуру (которая впоследствии переросла в ткацкую фабрику «TIBA»).

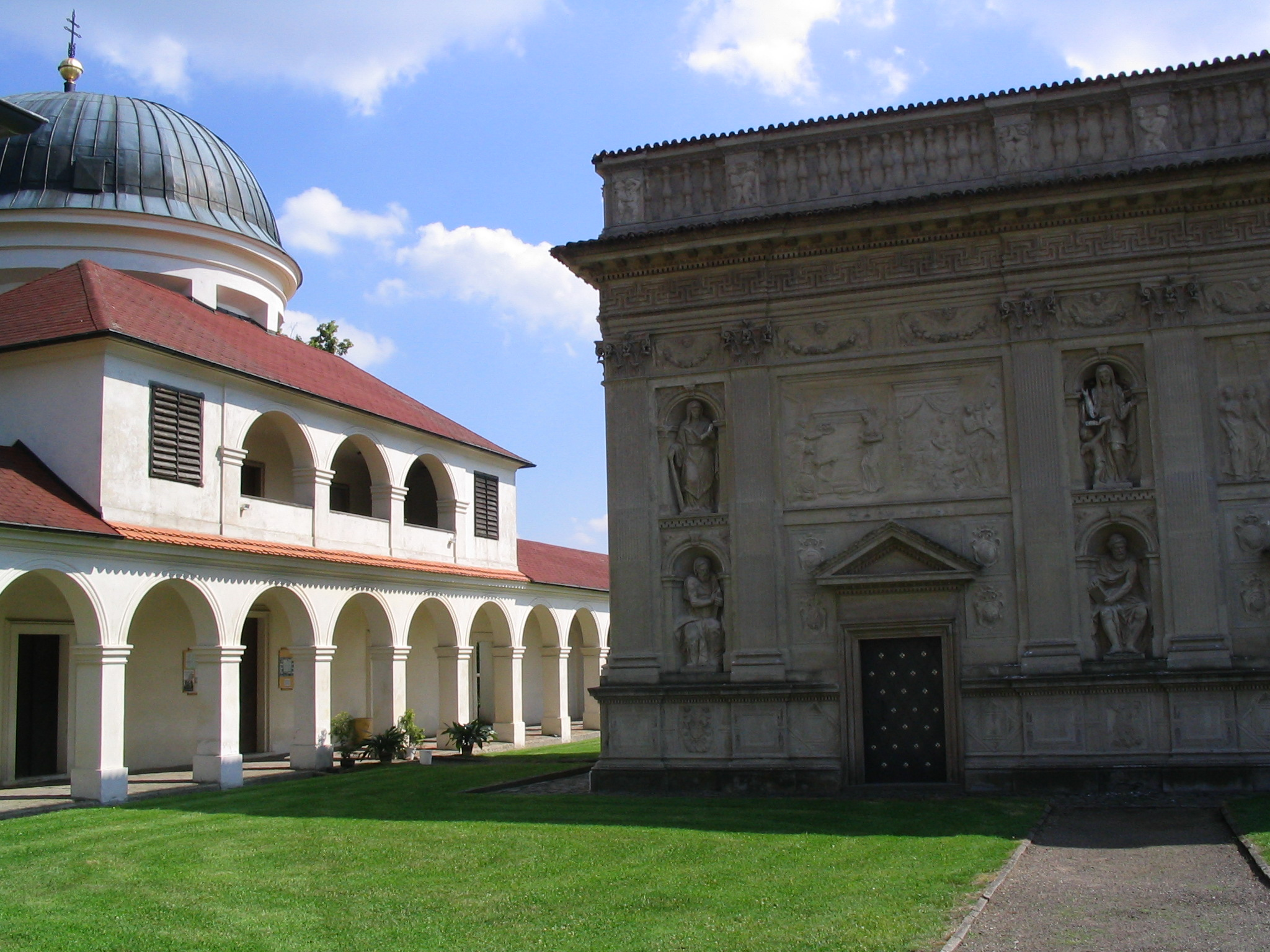
Часовня и колокольня Лоретто, Космоноси

В 1869 году в здании бывшего монастыря открывается психиатрическая больница, 29 апреля была заселена первая партия больных: 51 пациент мужского пола, доставленных из Пражского университета. К концу года в больнице содержались максимально допустимое число страждущих — 282. В 1871 году к больнице был добавлен бывший корпус гимназии, расположенных в 200 метрах к югу от монастыря, где были оборудованы 120 коек для женщин. Психиатрическая больница в Космоноси является старейшей в Чехии.
26 октября 1916 года при императоре Франце Иосифе I Космоноси получил статус общины (местечко). В период между первой и второй мировыми войнами в Космоноси был открыт завод по производству тракторов марки «Svoboda», сделавшим город известным на всю Чехословакию. Во время второй мировой войны Космоноси оказался в составе протектората Богемии и Моравии, в результате чего в городе располагался немецкий гарнизон (около 60 человек). За время войны около 68 человек было интернировано в концентрационные лагеря, из них 11 были казнены или подвергнуты пыткам.
После войны Космоноси несколько раз вводился и выводился в составы соседних общин (так в период между 1950 и 1954 годами муниципалитеты Млада-Болеслава и Космоноси были объединены), и только в 1991 году независимость была восстановлена. В 1994 году в состав Космоносинской общины была добавлена деревня Горни-Стакори (чеш. Horní Stakory).

## Население
| Год  | Численность | Численность |
| ---- | ----------- | ----------- |
| 1869 | 2758        | [ 11 ]      |
| 1880 | 2810        | [ 11 ]      |
| 1890 | 2852        | [ 11 ]      |
| 1900 | 3594        | [ 11 ]      |
| 1910 | 4211        | [ 11 ]      |
| 1921 | 3782        | [ 11 ]      |
| 1930 | 4660        | [ 11 ]      |
| 1950 | 3992        | [ 11 ]      |
| 1961 | 3863        | [ 11 ]      |
| 1970 | 3224        | [ 11 ]      |
| 1980 | 3768        | [ 11 ]      |
| 1991 | 3557        | [ 11 ]      |
| 2001 | 3885        | [ 11 ]      |
| 2014 | 4886        | [ 12 ]      |
| 2016 | 4885        | [ 13 ]      |
| 2017 | 4904        | [ 14 ]      |
| 2018 | 4944        | [ 15 ]      |
| 2019 | 5093        | [ 16 ]      |
| 2020 | 5233        | [ 17 ]      |
| 2021 | 5176        | [ 18 ]      |
| 2022 | 4755        | [ 19 ]      |
| 2023 | 5059        | [ 20 ]      |
| 2024 | 5304        | [ 3 ]       |

## Города-побратимы
- Зехайм-Югенхайм, Германия